# Sapropel
Sapropel (uma contração das palavras em Grego sapros e pelos, que significa putrefação e lama, respectivamente) é um termo usado na geologia marinha para descrever sedimentos de cor escura que são ricos em matéria orgânica. A concentração de carbono orgânico no sapropel geralmente excede 2% do peso.

## Formação
Estima-se que o sapropel se desenvolveu durante os episódios de disponibilidade reduzida de oxigênio em águas profundas, como um evento anóxico oceânico. A maioria dos estudos sobre o mecanismo de formação do sapropel mostram algum grau de circulação reduzida de águas profundas. O oxigênio somente pode alcançar a parte profunda do mar por meio de uma nova formação de águas profundas e uma consequente "ventilação" das bacias profundas. Há duas causas principais dos eventos anóxicos: uma redução da circulação em águas profundas ou um aumento na demanda dos níveis de oxigênio.
Uma circulação reduzida de águas profundas irá eventualmente causar uma diminuição acentuada na concentração de oxigênio das águas profundas devido a demanda biológica de oxigênio associada com o decaimento da matéria orgânica na parte profunda do mar. Há uma diminuição nos níveis de oxigênio em águas profundas, ocorrendo o favorecimento do aumento da preservação da matéria orgânica que está afundando durante o soterramento dos sedimentos. Sedimentos ricos em matéria orgânica podem também se formar em ambientes bem ventilados que tem alta produtividade das águas de superfície; aqui a alta demanda da superfície simplesmente retira o oxigênio antes dele entrar na circulação das correntes profundas, assim privando as águas profundas de oxigênio.

## Significado
Depósitos sapropélicos dos Eventos Anóxicos Oceânicos formam importantes rochas reservatório de óleo. Estudos detalhados  da formação do sapropel têm-se concentrado recentemente no sapropel do leste do Mediterrâneo, sendo que o último foi depositado entre 9,5 e 5,5 mil anos atrás.
O sapropel do Mediterrâneo do Pleistoceno mostra um aumento da estratificação da densidade na isolada bacia do Mediterrâneo. Eles registraram uma maior concentração de carbono orgânico do que nos tempos de não-sapropel; um aumento no δ15N e uma correspondente diminuição no δ13C mostra um aumento na produtividade, causado pela fixação do nitrogênio. Este efeito é mais evidente mais a leste na bacia, o que sugere que a precipitação que aumentou foi mais acentuada naquela região.

## Uso
De acordo com o magnata romeno Dinu Patriciu, o sapropel tem um grande potencial de ser desenvolvido em uma vasta variedade de produtos, incluindo uma nova forma de energia alternativa.
Atualmente Dinu Patriciu tem um projeto de exploração no mar Negro, que analisa os sedimentos de naquela região, com núcleos de sedimento coletados e investigados por várias universidades e institutos de pesquisa em todo o mundo.